# Giuseppe Bertello
Giuseppe Bertello (Foglizzo, 1º ottobre 1942) è un cardinale e arcivescovo cattolico italiano, dal 1º ottobre 2021 presidente emerito del Governatorato dello Stato della Città del Vaticano e della Pontificia commissione per lo Stato della Città del Vaticano.

## Biografia
Nasce a Foglizzo, in provincia di Torino e diocesi di Ivrea, il 1º ottobre 1942.

### Formazione e ministero sacerdotale
Il 29 giugno 1966 è ordinato presbitero dall'allora vescovo di Ivrea Albino Mensa.
Conseguita la licenza in teologia pastorale ed il dottorato in Diritto canonico, frequenta i corsi propedeutici alla carriera presso la Pontificia Accademia Ecclesiastica. Ottenuta la licenza in diplomazia ecclesiastica, entra nel servizio diplomatico della Santa Sede, nel 1971, prestando servizio nelle rappresentanze pontificie di Sudan, Turchia, Venezuela e alla Missione permanente della Santa Sede presso l'Ufficio delle Nazioni Unite di Ginevra.

### Ministero episcopale e cardinalato
Il 17 ottobre 1987 papa Giovanni Paolo II lo nomina arcivescovo titolare di Urbisaglia e pro-nunzio apostolico in Benin, Ghana e Togo; succede ad Ivan Dias, precedentemente nominato nunzio apostolico in Corea. Il 28 novembre successivo riceve l'ordinazione episcopale dal cardinale Agostino Casaroli, co-consacranti l'arcivescovo Albino Mensa e il vescovo Luigi Bettazzi.
Il 12 gennaio 1991 il papa lo trasferisce alla nunziatura apostolica in Ruanda; succede a Giovanni Battista Morandini, precedentemente nominato nunzio apostolico in Guatemala. A partire dal 1994, si trova nella fase più drammatica della guerra tra le etnie Hutu e Tutsi che insanguina il Paese come pure il vicino Burundi. In questi frangenti unisce la sensibilità pastorale al coraggio e all'abilità diplomatica, facendo ogni sforzo possibile per la pacificazione.
Nel marzo 1995 papa Giovanni Paolo II lo nomina osservatore permanente della Santa Sede presso l'Ufficio delle Nazioni Unite ed Istituzioni specializzate a Ginevra e, il 19 agosto 1997, con lo stesso ruolo, anche presso l'Organizzazione mondiale del commercio.
Il 27 dicembre 2000 è nominato, da papa Wojtyła, nunzio apostolico in Messico; succede a Leonardo Sandri, precedentemente nominato sostituto della Segreteria di Stato della Santa Sede. Il 30 luglio 2002 accoglie come nunzio l'ormai anziano Pontefice giunto in viaggio apostolico nel Paese latino-americano per la canonizzazione di Juan Diego Cuauhtlatoatzin, il giovane veggente di Guadalupe, avvenuta presso la basilica di Nostra Signora di Guadalupe a Città del Messico il giorno seguente.
L'11 gennaio 2007 papa Benedetto XVI lo nomina nunzio apostolico in Italia e nella Repubblica di San Marino; succede a Paolo Romeo, precedentemente nominato arcivescovo metropolita di Palermo.
Il 3 settembre 2011 papa Benedetto XVI lo nomina presidente della Pontificia commissione per lo Stato della Città del Vaticano e presidente del Governatorato dello Stato della Città del Vaticano, con decorrenza dal 1º ottobre dello stesso anno, succedendo al cardinale Giovanni Lajolo; mantiene questi incarichi fino al 1º ottobre 2021, quando papa Francesco accetta le sue dimissioni per raggiunti limiti di età.
Nel concistoro del 18 febbraio 2012 è creato cardinale diacono dei Santi Vito, Modesto e Crescenzia da papa Benedetto XVI; il 17 giugno successivo prende possesso della diaconia.
Il 13 aprile 2013 papa Francesco lo nomina membro del Consiglio dei cardinali, chiamati a consigliarlo nel governo della Chiesa universale e a studiare un progetto di revisione della Curia romana.
Il 3 dicembre 2016 viene nominato membro della Congregazione delle cause dei santi.
Il 4 marzo 2022 opta per l'ordine presbiterale mantenendo la titolarità della sua diaconia elevata pro hac vice a titolo.
Il 1º ottobre 2022 compie ottant'anni e, in base a quanto disposto dal motu proprio Ingravescentem Aetatem di papa Paolo VI del 1970, esce dal novero dei cardinali elettori e decade da tutti gli incarichi ricoperti in Curia romana.

## Genealogia episcopale e successione apostolica
La genealogia episcopale è:
- Cardinale Scipione Rebiba
- Cardinale Giulio Antonio Santori
- Cardinale Girolamo Bernerio, O.P.
- Arcivescovo Galeazzo Sanvitale
- Cardinale Ludovico Ludovisi
- Cardinale Luigi Caetani
- Cardinale Ulderico Carpegna
- Cardinale Paluzzo Paluzzi Altieri degli Albertoni
- Papa Benedetto XIII
- Papa Benedetto XIV
- Papa Clemente XIII
- Cardinale Marcantonio Colonna
- Cardinale Giacinto Sigismondo Gerdil, B.
- Cardinale Giulio Maria della Somaglia
- Cardinale Carlo Odescalchi, S.I.
- Cardinale Costantino Patrizi Naro
- Cardinale Lucido Maria Parocchi
- Papa Pio X
- Papa Benedetto XV
- Papa Pio XII
- Cardinale Eugène Tisserant
- Papa Paolo VI
- Cardinale Agostino Casaroli
- Cardinale Giuseppe Bertello

La successione apostolica è:
- Vescovo José Luis Castro Medellín, M.S.F. (2002)
- Vescovo Eduardo Cirilo Carmona Ortega, C.O.R.C. (2004)
- Vescovo Pedro Pablo Elizondo Cárdenas, L.C. (2004)
- Vescovo Maximino Martínez Miranda (2006)
- Cardinale Konrad Krajewski (2013)